# Мостовица (Вологодская область)
Мостовица — посёлок в Кичменгско-Городецком районе Вологодской области.
Входит в состав Городецкого сельского поселения (с 1 января 2006 года по 1 апреля 2013 года входил в Трофимовское сельское поселение), с точки зрения административно-территориального деления — в Трофимовский сельсовет.
Расстояние до районного центра Кичменгского Городка по автодороге — 70 км. Ближайшие населённые пункты — Хохлово, Заречье, Обакино.
По данным переписи в 2002 году постоянного населения не было.